# Bầu cử tổng thống Hoa Kỳ 1852
Cuộc bầu cử tổng thống Hoa Kỳ năm 1852 là cuộc bầu cử tổng thống bốn năm một lần lần thứ 17, được tổ chức vào thứ ba, ngày 2 tháng 11 năm 1852. Ứng viên Dân chủ Franklin Pierce, một cựu thượng nghị sĩ từ New Hampshire, đã đánh bại Tướng Winfield Scott, ứng viên Whig.
Tổng thống Whig đương nhiệm Millard Fillmore đã kế vị tổng thống vào năm 1850 sau cái chết của Tổng thống Zachary Taylor. Sự tán thành với Thỏa hiệp năm 1850 và việc thực thi Luật Nô lệ chạy trốn giúp Fillmore nhận được sự ủng hộ từ cử tri miền Nam và sự phản đối từ cử tri miền Bắc. Trong lần bỏ phiếu thứ 53 của Đại hội toàn quốc Đảng Whig năm 1852 với đầy sự chia rẽ, Scott đã đánh bại Fillmore và giành được đề cử. Các đảng viên Dân chủ đã chia phiếu bầu của mình cho bốn ứng cử viên chính tại Đại hội toàn quốc Đảng Dân chủ năm 1852. Trong lần bỏ phiếu thứ 49, ứng cử viên ngựa ô Franklin Pierce đã giành được đề cử sau một thỏa hiệp. Đảng Đất Tự do, một đảng nhỏ phản đối việc mở rộng chế độ nô lệ ở Hoa Kỳ và các vùng lãnh thổ của chúng, đã đề cử Thượng nghị sĩ bang New Hampshire John P. Hale.
Với một số khác biệt về chính sách giữa hai ứng cử viên chính, cuộc bầu cử đã trở thành một cuộc tranh tài về tính cách. Mặc dù Scott đã từng là chỉ huy trong Chiến tranh Mexico-Mỹ, Pierce cũng từng tham gia cuộc chiến này. Scott đã căng thẳng làm Đảng Whig thêm chia rẽ vì danh tiếng chống chế độ nô lệ của ông đã làm tổn hại nghiêm trọng đến chiến dịch của ông ở miền Nam. Một nhóm cử tri Whig miền Nam và một nhóm cử tri Dân chủ miền Nam đều tự đề cử ứng viên cho riêng họ, nhưng cả hai ứng viên đều không thu hút được sự ủng hộ.
Pierce và đồng tranh cử William R. King đã giành được đa số phổ thông một cách dễ dàng ở 27 trong số 31 tiểu bang. Pierce đã giành được tỷ lệ phiếu đại cử tri cao nhất kể từ cuộc bầu cử năm 1820 của James Monroe .
Đảng Đất Tự do thoái lui chỉ còn dưới 5% số phiếu phổ thông toàn quốc, so với hơn 10% vào năm 1848, trong khi thất bại nặng nề và bất đồng về chế độ nô lệ sớm khiến Đảng Whig tan rã. Những đảng viên Whig chống chế độ nô lệ và những đảng viên Đất Tự do cuối cùng sẽ hợp nhất để thành lập Đảng Cộng hòa mới, đảng này sẽ nhanh chóng trở thành một phong trào mạnh mẽ ở các bang tự do.
Phải đến năm 1876, ứng viên Tổng thống đảng Dân chủ mới lại giành được đa số phiếu phổ thông, và phải đến năm 1932, họ mới giành được đa số phiếu trong cả phổ thông đầu phiếu và đại cử tri đoàn.

## Đề cử

### Đề cử của Đảng Dân chủ
| Đề cử của Đảng Dân chủ năm 1852                        |                                                          |
| Franklin Pierce                                        | William R. King                                          |
| cho Tổng thống                                         | cho Phó Tổng thống                                       |
|                                                        |                                                          |
| Cựu Thượng nghị sĩ Hoa Kỳ từ New Hampshire (1837–1842) | Thượng nghị sĩ Hoa Kỳ từ Alabama (1819–1844 & 1848–1852) |

- Franklin Pierce, cựu Thượng nghị sĩ Hoa Kỳ từ New Hampshire
- Lewis Cass, Thượng nghị sĩ Hoa Kỳ từ Michigan
- James Buchanan, cựu Ngoại trưởng Hoa Kỳ từ Pennsylvania
- William L. Marcy, cựu Bộ trưởng Chiến tranh Hoa Kỳ từ New York
- Stephen Douglas, Thượng nghị sĩ Hoa Kỳ từ Illinois

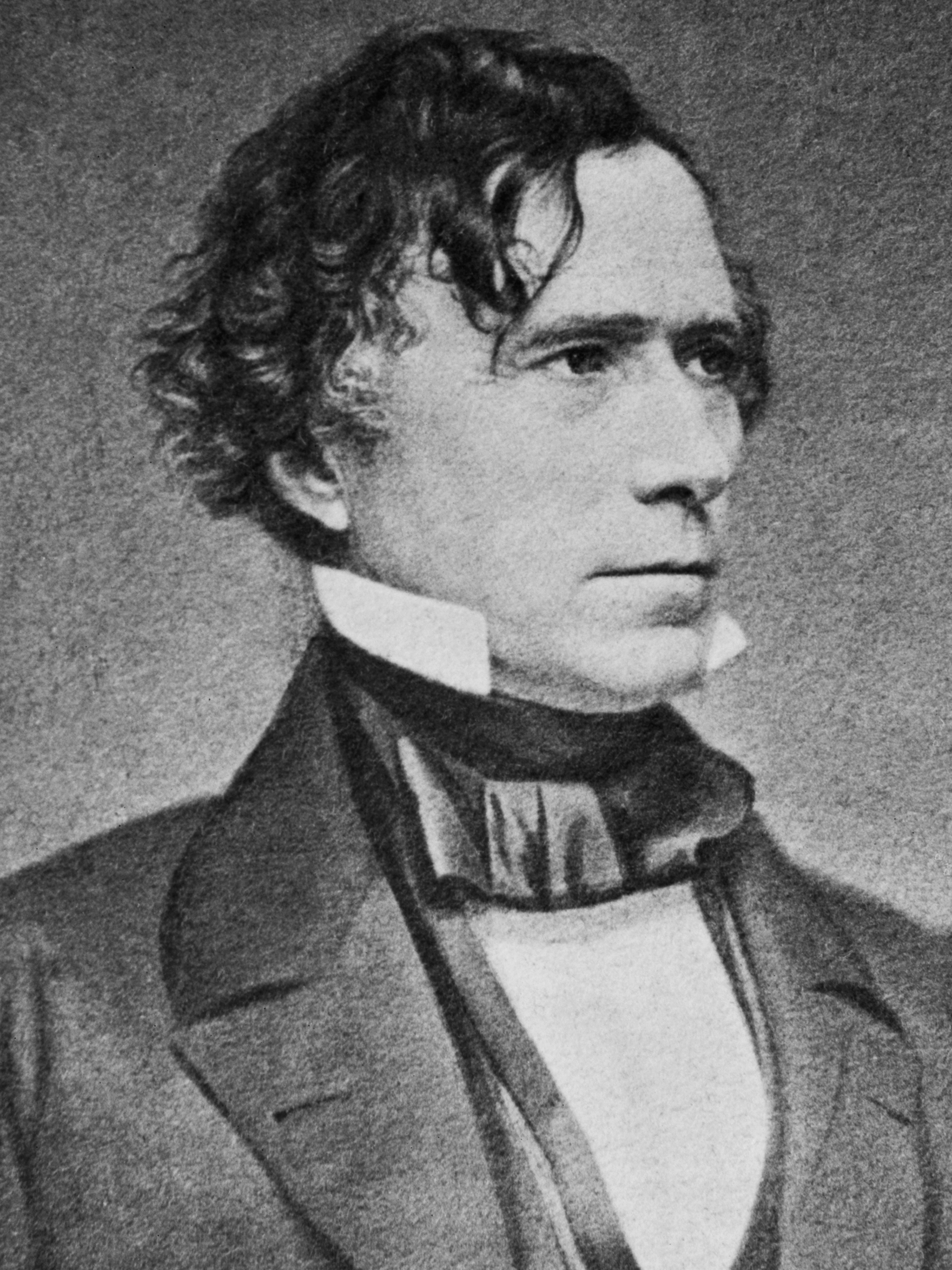
Cựu Thượng nghị sĩ Franklin Pierce từ New Hampshire
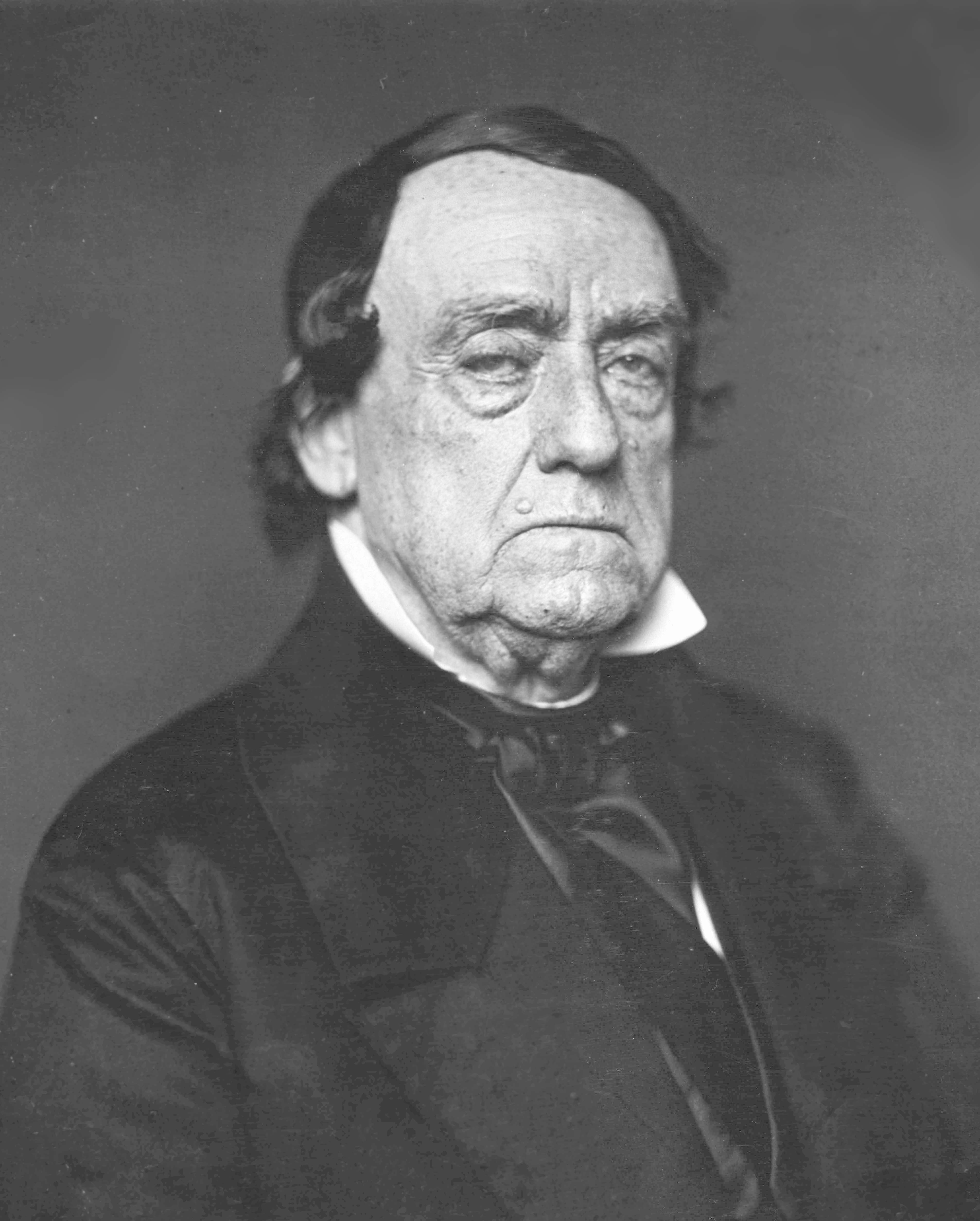
Thượng nghị sĩ Lewis Cass từ Michigan
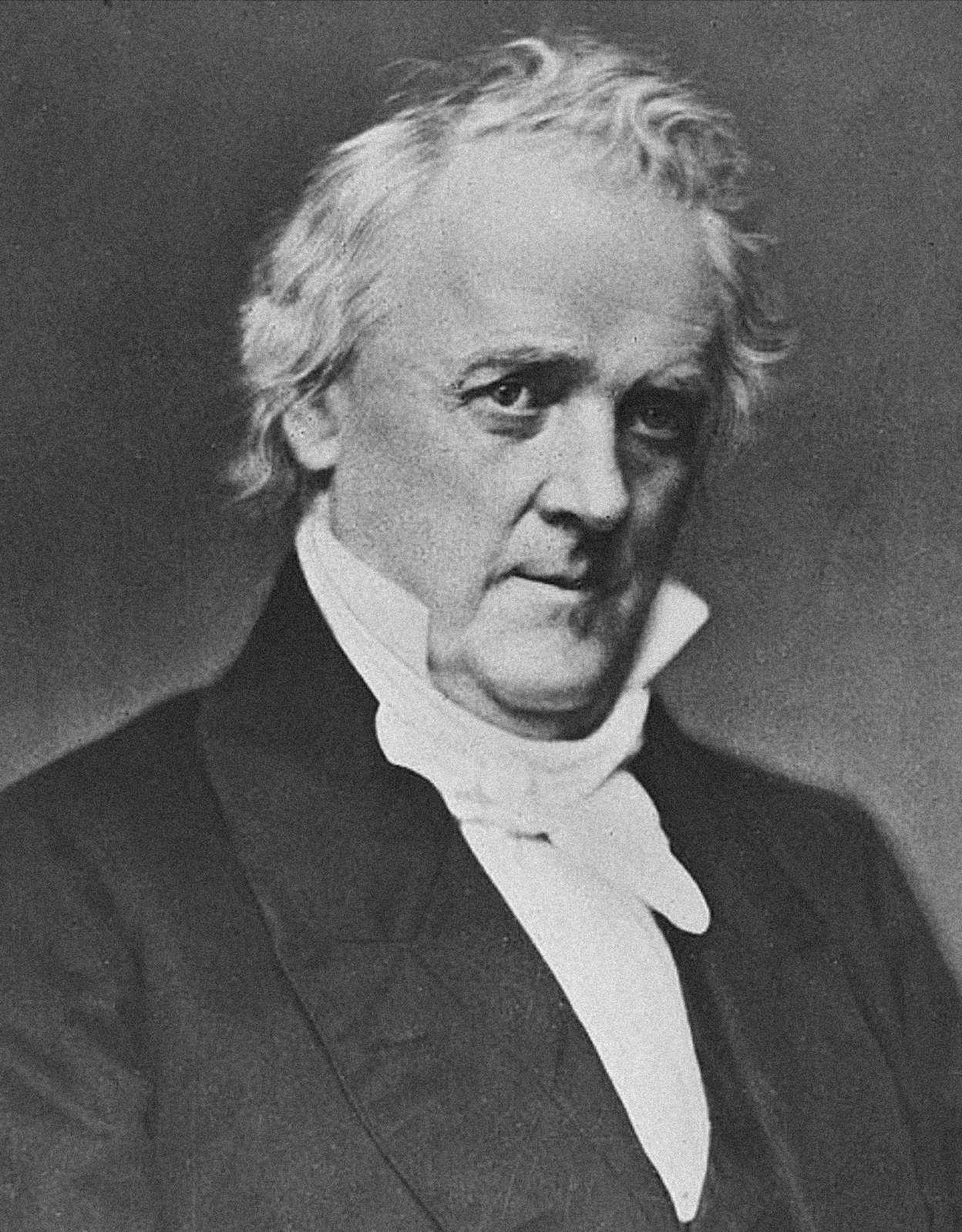
Cựu Bộ trưởng Ngoại giao James Buchanan
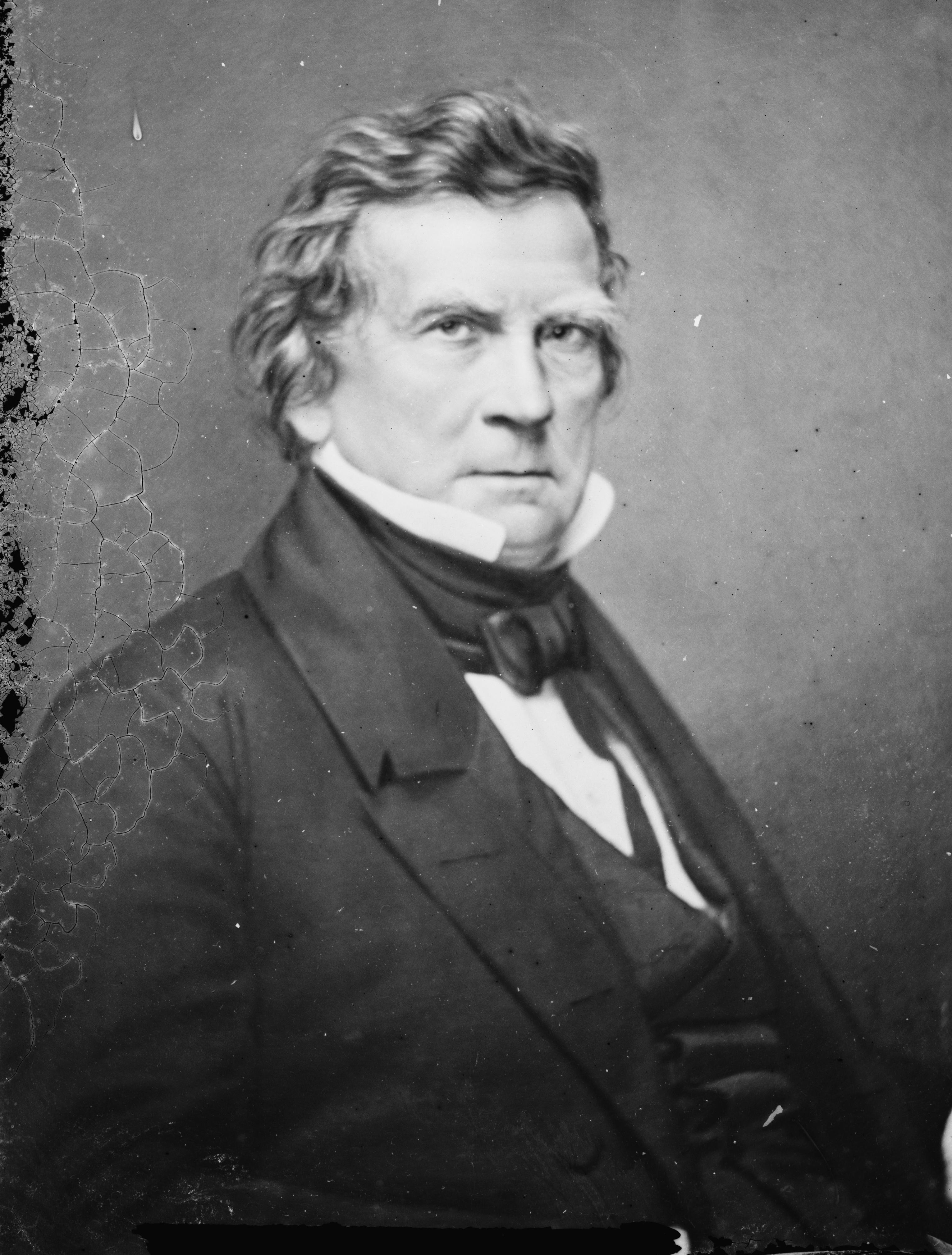
Cựu Bộ trưởng Chiến tranh William L. Marcy
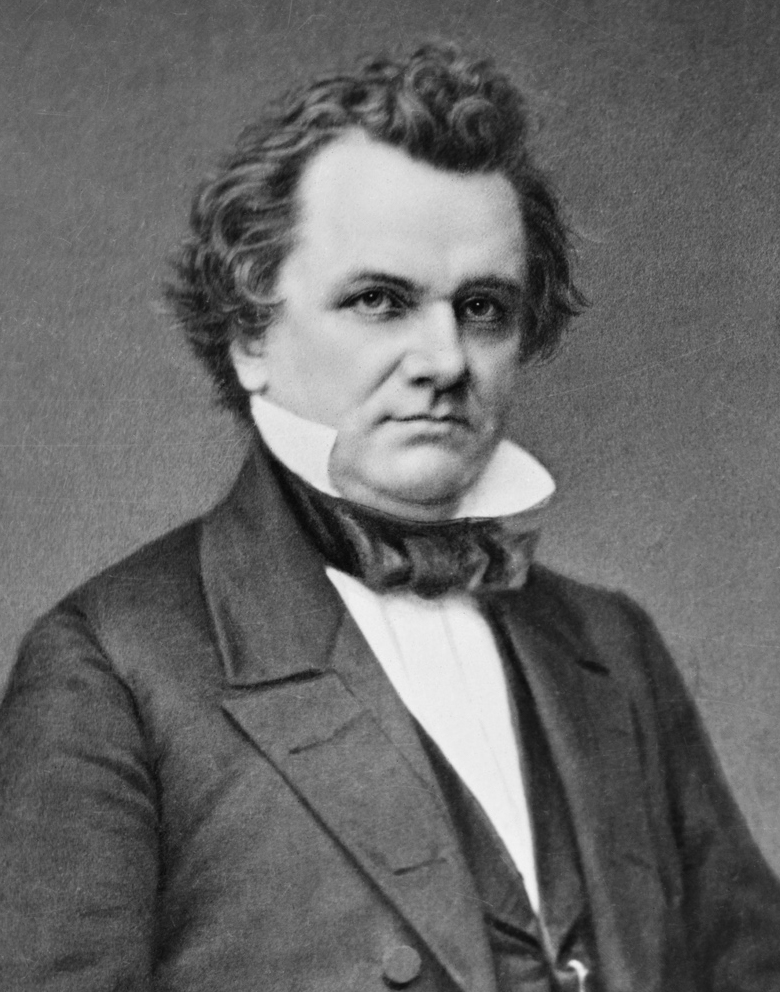
Thượng nghị sĩ Stephen A. Douglas từ Illinois

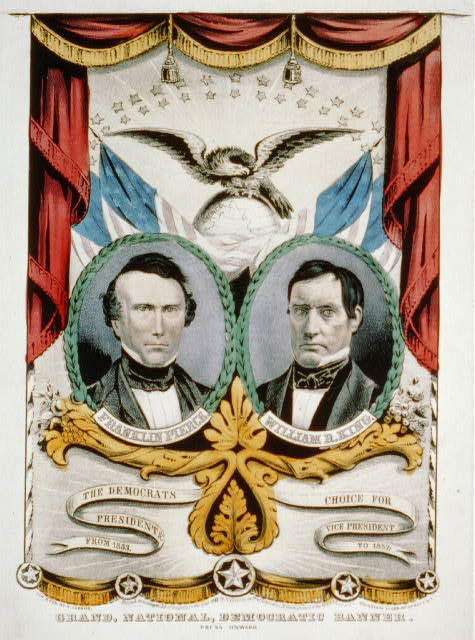
Áp phích chiến dịch Pierce/King

Đảng Dân chủ tổ chức đại hội toàn quốc tại Baltimore, Maryland, vào tháng 6 năm 1852. Benjamin F. Hallett, chủ tịch Ủy ban toàn quốc đảng Dân chủ, giới hạn quy mô của các phái đoàn đối với số phiếu đại cử tri của họ và một cuộc bỏ phiếu để duy trì yêu cầu hai phần ba đối với đề cử tổng thống và phó tổng thống đã được thông qua 269 ủng hộ và 13 phản đối.
James Buchanan, Lewis Cass, William L. Marcy và Stephen A. Douglas là những ứng cử viên chính cho đề cử. Tất cả các ứng cử viên đều từng dẫn đầu số phiếu ủng hộ cho sự đề cử tổng thống tại một số thời điểm, nhưng tất cả họ đều không đáp ứng được yêu cầu hai phần ba. Franklin Pierce được phái đoàn Virginia đề cử. Pierce đã giành được đề cử khi các đại biểu chuyển sang ủng hộ ông sau khi ông nhận được sự ủng hộ tích cực của các đại biểu từ New England. Ông đã thắng vào ngày bỏ phiếu thứ hai sau 49 lần bỏ phiếu.
Phái đoàn từ Maine đề xuất rằng đề cử phó tổng thống nên được trao cho một người nào đó từ miền Nam Hoa Kỳ và đề cử William R. King. King dẫn đầu ở lần bỏ phiếu đầu tiên trước khi chiến thắng ở lần phiếu thứ hai.

### Đề cử của Đảng Whig
| Đề cử của Đảng Whig năm 1852                    |                                          |
| Winfield Scott                                  | William A. Graham                        |
| cho Tổng thống                                  | cho Phó Tổng thống                       |
|                                                 |                                          |
| Tướng tư lệnh Lục quân Hoa Kỳ thứ 3 (1841–1861) | Bộ trưởng Bộ Hải quân thứ 20 (1850–1852) |

- Winfield Scott, Tướng tư lệnh Lục quân Hoa Kỳ từ New Jersey
- Millard Fillmore, Tổng thống Hoa Kỳ từ New York
- Daniel Webster, Ngoại trưởng Hoa Kỳ từ Massachusetts

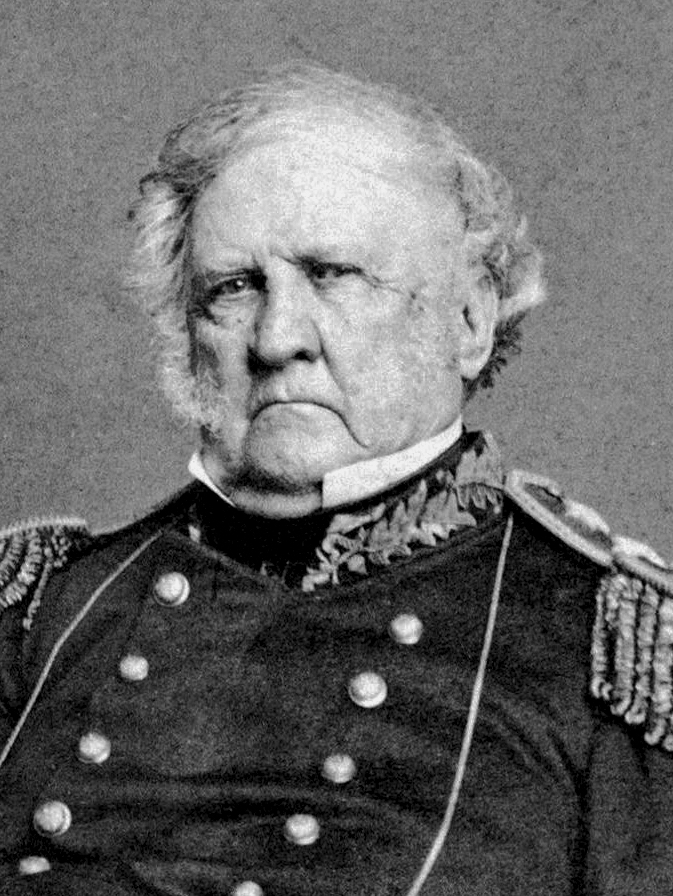
Tư lệnh Winfield Scott
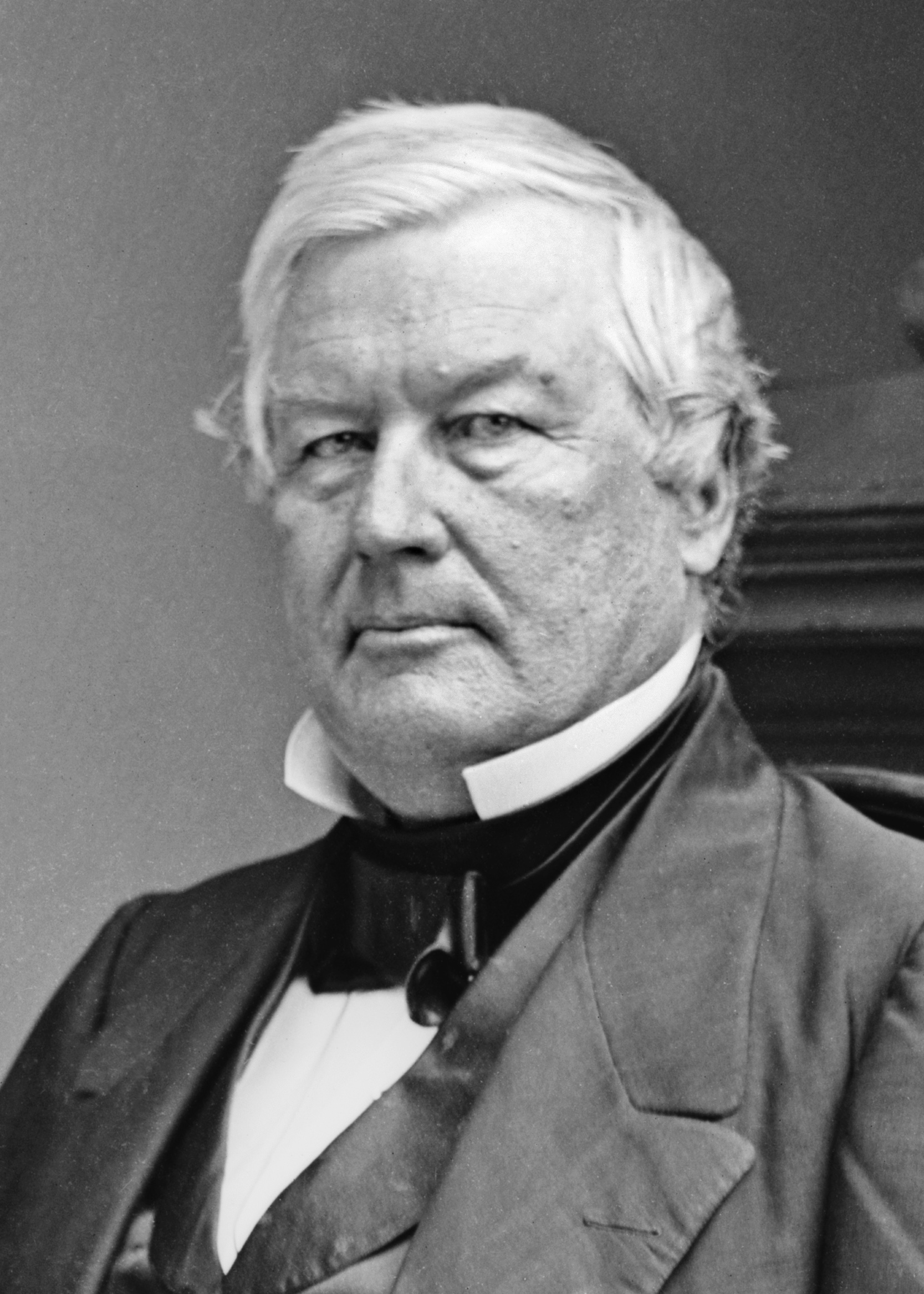
Tổng thống Millard Fillmore
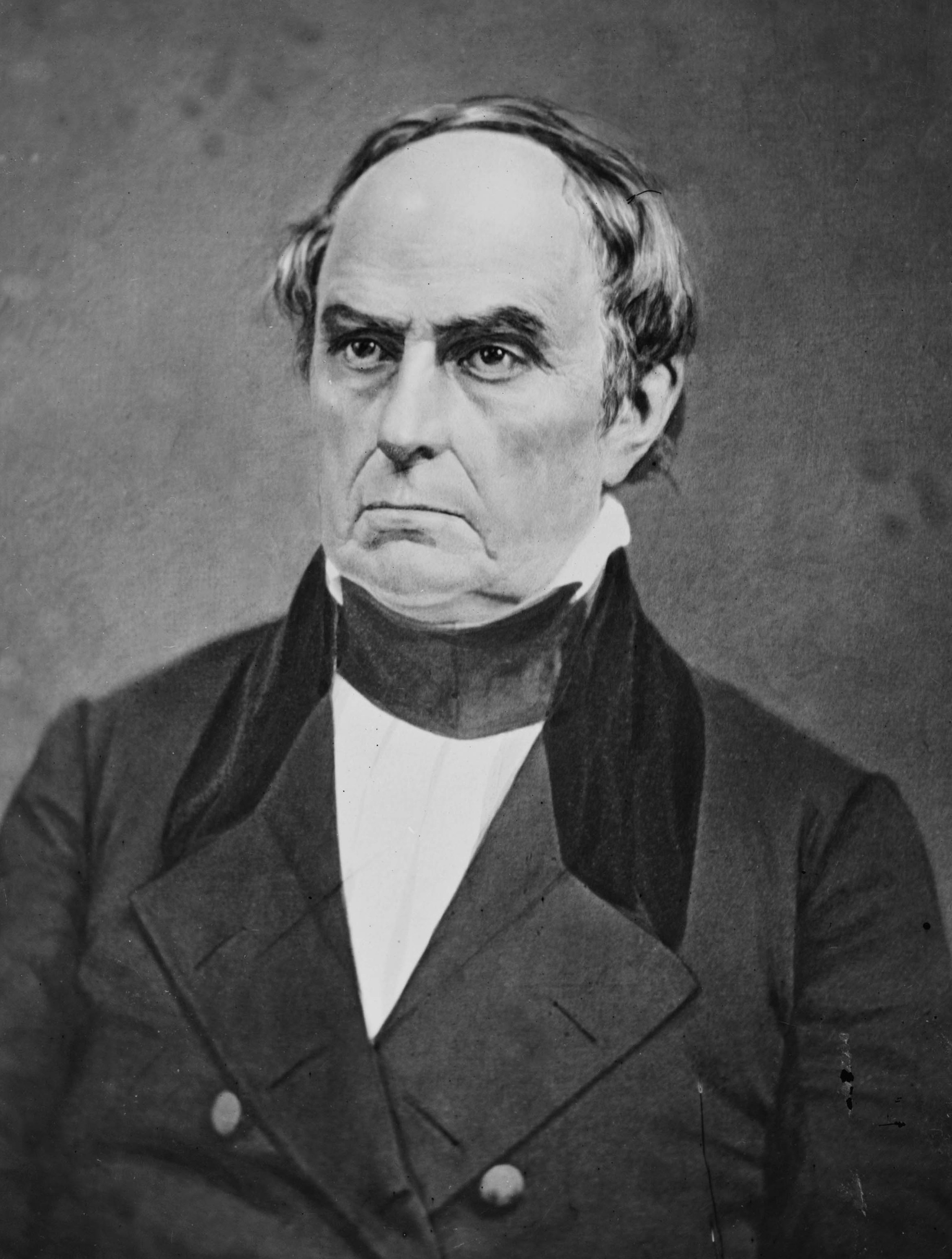
Bộ trưởng Ngoại giao Daniel Webster

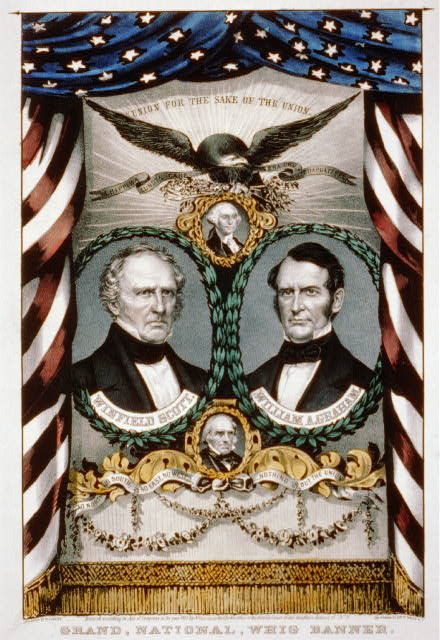
Áp phích chiến dịch Scott/Graham

Đảng Whig tổ chức đại hội toàn quốc của mình tại Baltimore, Maryland, vào tháng 6 năm 1852. Lời kêu gọi cho đại hội đã được đưa ra bởi các đảng viên Whig trong Quốc hội Hoa Kỳ và 31 tiểu bang được đại diện. Một cuộc bỏ phiếu dể yêu cầu tất cả các bang bỏ phiếu dựa trên hệ thống đại cử tri đoàn đã được thông qua với 149 ủng hộ và 144 phản đổi, nhưng kết quả đã bị hủy bỏ do bất đồng từ các bang miền Nam và các bang miền Bắc nhỏ.
Đảng đã bị chia rẽ bởi Thỏa hiệp 1850 và bị chia rẽ về việc lựa chọn ứng viên tổng thống giữa Tổng thống đương nhiệm Millard Fillmore, người nhận được sự ủng hộ từ miền Nam và Tướng Winfield Scott, người nhận được sự ủng hộ từ miền Bắc. William H. Seward, người từng phản đối thỏa hiệp tại Thượng viện Hoa Kỳ và đã khuyên Tổng thống Zachary Taylor phủ quyết nó, đã ủng hộ Scott. Fillmore đề nghị nhượng bộ tất cả các đại biểu của mình cho Daniel Webster nếu ông nhận được sự ủng hộ của 41 đại biểu, nhưng Webster đã không thành công. Scott đã giành được đề cử trong lần bỏ phiếu thứ 53. William Alexander Graham đã giành được đề cử Phó Tổng thống mà không cần bỏ phiếu.

### Đề cử của Đảng Đất Tự do
- John P. Hale, Thượng nghị sĩ Hoa Kỳ từ New Hampshire

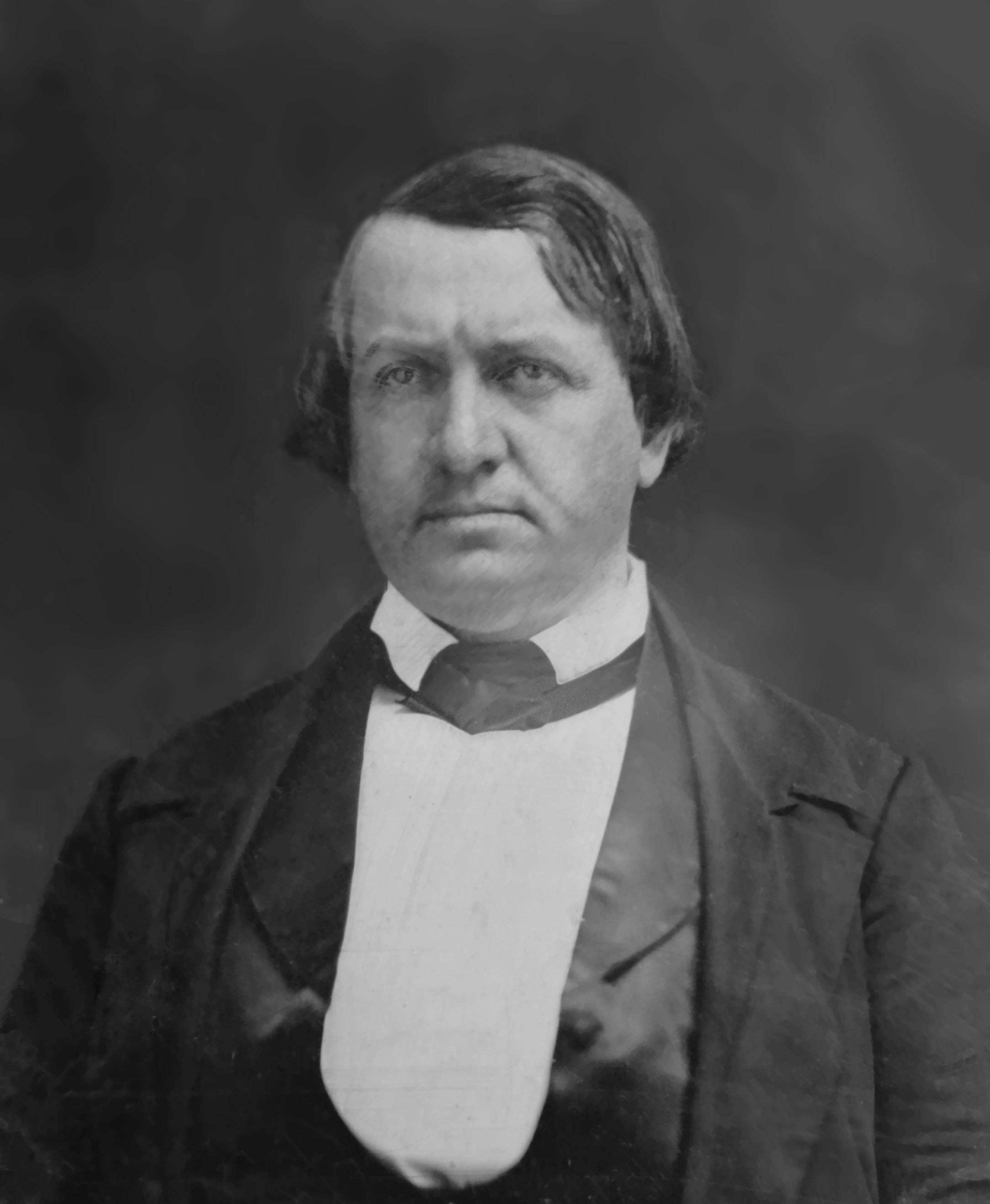
Thượng nghị sĩ John P. Hale từ New Hampshire

Đảng Đất tự do vẫn là đảng nhỏ mạnh nhất vào năm 1852. Tuy nhiên, sau Thỏa hiệp năm 1850, hầu hết phe Barnburners ủng hộ nó vào năm 1848 đã quay trở lại Đảng Dân chủ trong khi hầu hết phe Whig lương tâm tái gia nhập Đảng Whig. Đại hội toàn quốc lần thứ hai của nó được tổ chức tại Masonic Hall ở Pittsburgh, Pennsylvania. Thượng nghị sĩ từ New Hampshire John P. Hale được đề cử làm tổng thống với 192 phiếu đại biểu (16 phiếu còn lại được  phân bổ cho một số ít ứng cử viên). George Washington Julian của Indiana được đề cử làm phó tổng thống thay cho Samuel Lewis từ Ohio và Joshua R. Giddings từ Ohio.

### Đề cử của Đảng Liên minh
Đảng Liên minh được thành lập vào năm 1850 là một nhánh của đảng Whig ở một số bang miền Nam, bao gồm cả Georgia. Khi cuộc bầu cử tổng thống năm 1852 đến gần, các nhà lãnh đạo đảng Liên minh quyết định chờ xem ai được hai đảng lớn đề cử. Phong trào ủng hộ Daniel Webster làm ứng cử viên của đảng nhỏ bắt đầu một cách nghiêm túc sau Đại hội Whig, phần lớn được thúc đẩy bởi những người đã kịch liệt phản đối đề cử Winfield Scott làm tổng thống, trong số đó có Alexander Stephens, Robert Toombs và George Curtis. Trong khi Webster chống lại điều mà ông coi là "cuộc nổi dậy" từ Đảng Whig và không muốn được đề cử, ông đã để người Mỹ bỏ phiếu có hay không việc một đảng đề cử ông.
Đảng Liên minh đã tổ chức đại hội ở bang Georgia vào ngày 9 tháng 8 năm 1852, và đề cử Webster làm tổng thống và Charles J. Jenkins của Georgia làm phó tổng thống. Một đại hội chính thức được tổ chức tại Faneuil Hall ở Boston, Massachusetts, vào ngày 15 tháng 9, công nhận các đề cử tại đại hội ở bang Georgia và từ chối Winfield Scott với lý do ông không hơn gì một nhân vật quân sự. Đề cử của Webster/Jenkins đã nhận được sự ủng hộ trên toàn quốc, đặc biệt từ cử tri Whig miền Nam, cũng như ở Massachusetts và New York, nhưng phần lớn cho rằng đề cử này chỉ là để, trong nhiều trường hợp khác nhau, thu hút cử tri ủng hộ Scott.
Webster thực sự không có cơ hội chiến thắng trong cuộc bầu cử, nhưng ngay cả đảng Nhất Vô Sở Tri cũng ủng hộ Webster và Jenkins, đề cử họ mà không cần sự cho phép của chính họ. Tuy nhiên, Webster qua đời 9 ngày trước cuộc bầu cử vì chứng xuất huyết não vào ngày 24 tháng 10 năm 1852.

### Đề cử của Đảng Người Mỹ Bản địa (Nhất Vô Sở Tri)
Khoảng giữa những năm 1830, những người theo chủ nghĩa bản địa đã có mặt trên chính trường New York, dưới sự bảo trợ của Đảng Cộng hòa Hoa Kỳ. Đảng Cộng hòa Hoa Kỳ được thành lập vào năm 1843 với mục tiêu phản đối nhập cư và Công giáo. Năm 1845, đảng này đổi tên thành Đảng Người Mỹ Bản địa. Các đối thủ của họ đặt biệt danh cho họ là "Nhất Vô Sở Tri", cái tên được đảng này thích và nó trở thành biệt danh của đảng sau đó cho đến khi sụp đổ vào năm 1860. Năm 1852, ứng cử viên tổng thống ban đầu do Đảng Người Mỹ Bản địa lên kế hoạch là Daniel Webster, ứng cử viên tổng thống của đảng Liên minh đồng thời là Ngoại trưởng Hoa Kỳ. Họ đã đề cử Webster mà không có sự cho phép của ông, với George Corbin Washington (cháu trai của George Washington) làm đồng tranh cử phó tổng thống của ông. Webster qua đời vì nguyên nhân tự nhiên 9 ngày trước cuộc bầu cử, và Nhất Vô Sở Tri nhanh chóng thay thế Webster bằng cách đề cử Jacob Broom làm tổng thống và thay thế Washington bằng Reynell Coates cho vị trí phó tổng thống. Với việc Webster thu hút được vài nghìn phiếu bầu, Broom nhận được quá ít và thua cuộc. Trong tương lai, cựu Tổng thống Millard Fillmore sẽ là ứng cử viên tổng thống của họ vào năm 1856.

### Đề cử của Đảng Nhân quyền miền Nam
- George Troup, cựu Thượng nghị sĩ Hoa Kỳ từ Georgia

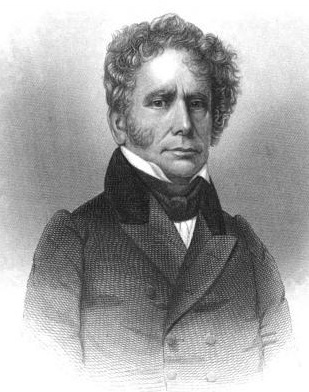
Cựu Thượng nghị sĩ George Troup từ Georgia

Đảng Nhân quyền miền Nam là một nhánh của đảng Dân chủ ở một số bang miền Nam ủng hộ việc ly khai khỏi Liên minh, đã bầu một số dân biểu và tổ chức các cuộc trưng cầu dân ý về việc ly khai ở một số bang miền Nam nhưng không có trường hợp nào thành công.
Sau Đại hội toàn quốc Đảng Dân chủ, Đảng không chắc chắn về việc ủng hộ Franklin Pierce và William R. King, những người được đảng Dân chủ đề cử. Alabama đã tổ chức đại hội cấp bang từ ngày 13 đến ngày 15 tháng 7 và thảo luận rất lâu về các lựa chọn: chọn một đề cử riêng hoặc ủng hộ Pierce và King. Đại hội đã không thể đi đến quyết định và chỉ định một ủy ban để xem xét các đề cử của Scott/Graham và Pierce/King. Ủy ban quyết định triệu tập một đại hội "toàn quốc" nếu hai đề cử của đảng lớn không nhân được sự ủng hộ. Ủy ban đã dành thời gian xem xét đề cử của Pierce và Scott, cuối cùng đã quyết định vào ngày 25 tháng 8 rằng họ sẽ triệu tập một đại hội để lựa chọn đề cử rêng cho họ.
Đại hội được tổ chức tại Montgomery, Alabama, với 62 đại biểu có mặt, một ủy ban giới thiệu đề cử được chỉ định trong khi các đại biểu lắng nghe các bài phát biểu trong thời gian đó. Ủy ban cuối cùng đã giới thiệu cựu thượng nghị sĩ George Troup từ Georgia cho vị trí tổng thống, và cựu Thống đốc John Quitman của Mississippi cho vị trí phó tổng thống; họ đã được nhất trí đề cử.
Hai ứng cử viên đã chấp nhận đề cử của họ ngay sau đại hội, vốn được tổ chức khá muộn. Troup tuyên bố trong một bức thư, ngày 27 tháng 9 và được in trên New York Times vào ngày 16 tháng 10, rằng ông đã lên kế hoạch bỏ phiếu cho Pierce/King và luôn hết lòng ủng hộ William R.D. King. Trong thư, ông nói rằng ông muốn từ chối đề cử, vì lúc đó ông khá yếu và sợ rằng mình sẽ mất trước cuộc bầu cử. Ban chấp hành Đảng đã chỉnh sửa bức thư để loại bỏ những phần này, một sự thật đã được tiết lộ sau cuộc bầu cử.

### Đề cử của Đảng Tự do
Đảng Tự do đã không còn là một đảng nhỏ quan trọng trên chính trường sau khi hầu hết các đảng viên của nó gia nhập Đảng Đất tự do vào năm 1848. Tuy nhiên, một số người từ chối sát nhập đảng đã tổ chức Đại hội toàn quốc cho riêng mình ở Buffalo, New York . Có rất ít đại biểu có mặt, vì vậy một đề cử đã được gợi ý và một đại hội sau đó được triệu tập. Đại hội đã gợi ý Gerrit Smith ở New York cho vị trí tổng thống và Charles Durkee của Wisconsin cho vị trí phó tổng thống. Đại hội lần hai được tổ chức tại Syracuse, New York, vào đầu tháng 9 năm 1852, nhưng cũng không thu hút được đủ số đại biểu để chọn những người được đề cử. Tuy nhiên, Đại hội lần ba được tổ chức tại Syracuse vào cuối tháng đó đã đề cử William Goodell ở New York cho vị trí tổng thống và S.M. Bell của Virginia cho vị trí phó tổng thống.

## Tổng tuyển cử

### Chiến dịch Mùa Thu

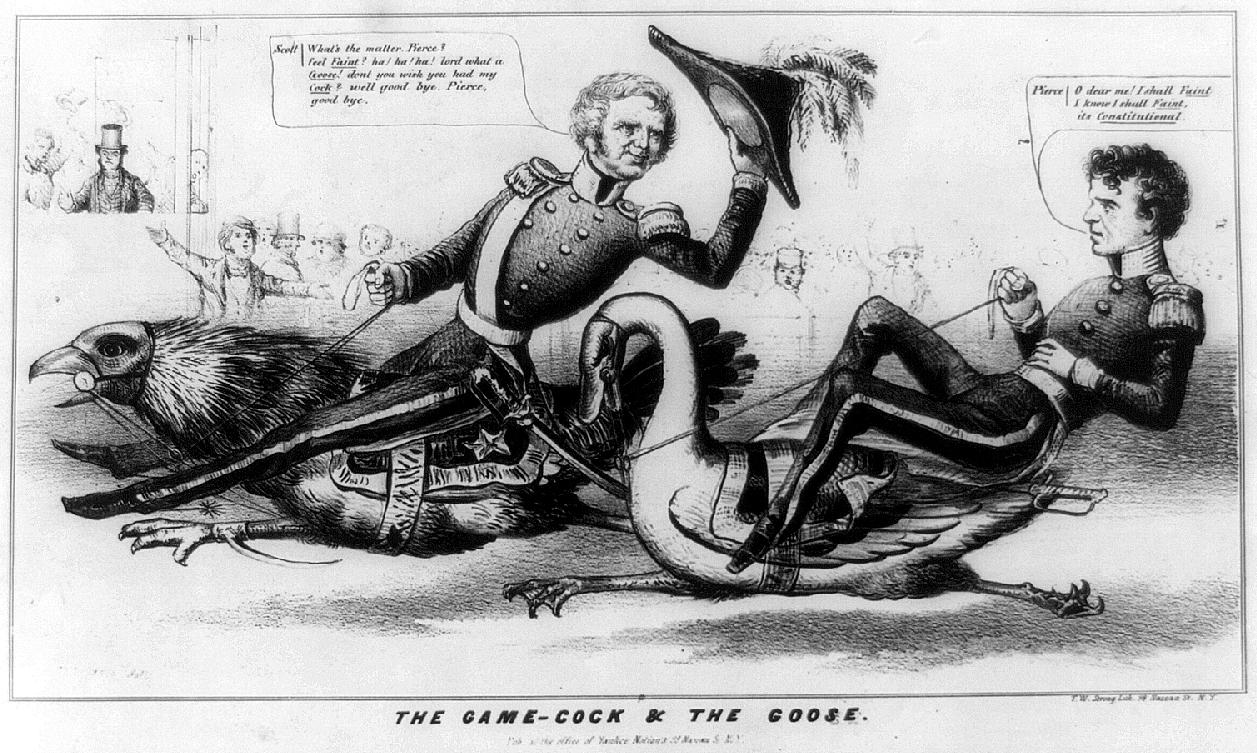
Hoạ hình chính trị ủng hộ Winfield Scott

Chính sách của Đảng Whig gần như không thể phân biệt được với chính sách của Đảng Dân chủ, khiến chiến dịch trở thành một cuộc cạnh tranh giữa tính cách của hai ứng cử viên. Việc thiếu các vấn đề rõ ràng giữa hai đảng đã khiến tỷ lệ cử tri đi bỏ phiếu giảm xuống mức thấp nhất kể từ năm 1836. Sự suy giảm càng trở nên trầm trọng hơn bởi danh tiếng chống chế độ nô lệ của Scott, điều đã làm suy yếu sự ủng hộ với Đảng Whig từ cử tri miền Nam; hơn nữa, chính sách ủng hộ chế độ nô lệ của Đảng Whig làm suy yếu sự ủng hộ với nó từ cử tri miền Bắc. Sau khi Thỏa hiệp 1850 được thông qua, nhiều đảng viên Whig miền Nam đã đoạn tuyệt với nhân vật chủ chốt của đảng, Henry Clay.
Cuối cùng, địa vị anh hùng chiến tranh của Scott phần nào bị lu mờ bởi thực tế Pierce là một lữ đoàn trưởng Chiến tranh Mexico-Mỹ .
Đảng Dân chủ đã thông qua khẩu hiệu: The Whigs we Polked in 44, We will Pierce in 52, chơi chữ theo tên của Pierce và cựu Tổng thống James K. Polk.
Chỉ 9 ngày trước cuộc bầu cử, Webster qua đời, khiến nhiều đảng phái của Liên minh phải loại bỏ các đại cử tri của họ. Tuy nhiên, đề cử của Liên minh vẫn xuất hiện trên lá phiếu ở Georgia và Massachusetts.

### Kết quả

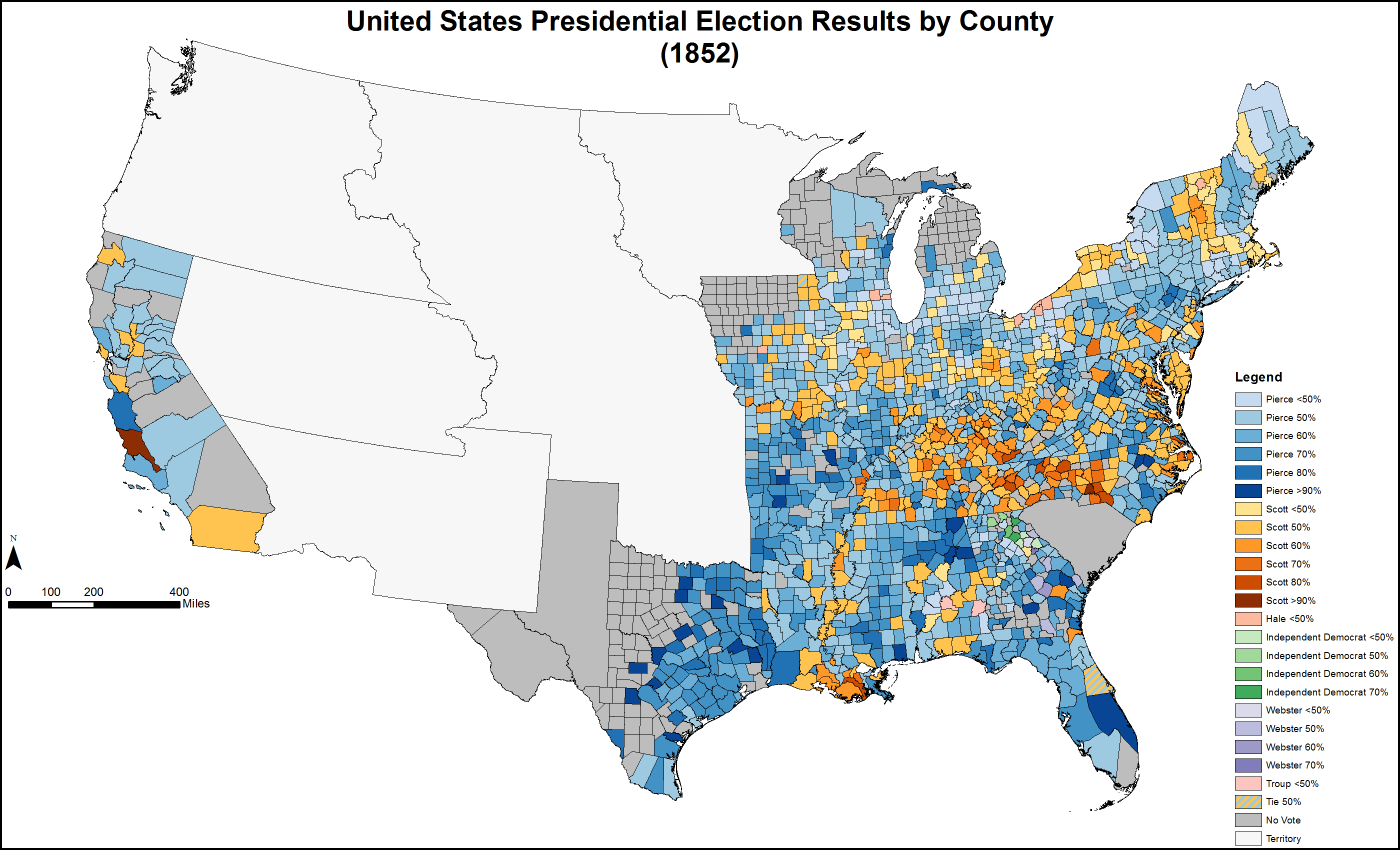
Kết quả theo quận cho biết tỷ lệ ứng cử viên chiến thắng ở mỗi quận. Xanh lam cho Pierce (Dân chủ), Vàng đậm cho Scott (Whig), Đỏ cho Hale (Đất Tự do), Cam cho Webster (Liên minh), Xanh lục cho các (Đảng viên Dân chủ độc lập), và Tím cho Troup (Nhân quyền miền Nam).

Sau khi cử tri Mỹ đi bỏ phiếu, Pierce đã thắng đại cử tri đoàn long trời lở đất; Scott chỉ giành chiến thắng ở các bang Kentucky, Tennessee, Massachusetts và Vermont, trong khi số phiếu ủng hộ Đất Tự do đã giảm xuống còn chưa đến một nửa số phiếu mà Martin Van Buren đã giành được trong cuộc bầu cử trước đó, trong khi đảng này không giành được bang nào. Thực tế là Daniel Webster nhận được một lượng phiếu đáng kể ở Georgia và Massachusetts, mặc dù ông đã qua đời, cho thấy các cử tri thất vọng như thế nào với hai ứng cử viên chính.
Ở phổ thông đầu phiếu, trong khi Pierce hơn Scott 220.000 phiếu bầu, 17 bang được quyết định bởi ít hơn 10% và 8 bang bởi ít hơn 5%. Nếu như có sự thay đổi ở 69.000 phiếu bầu cho Scott ở Delaware, Maryland, New York, North Carolina, Ohio và Pennsylvania sẽ khiến cử tri đoàn ở thế hoà 148–148, buộc phải có một cuộc bầu cử phụ tại Hạ viện.
Do thất bại nặng nề và căng thẳng ngày càng tăng trong đảng giữa người miền Nam ủng hộ chế độ nô lệ và những người miền Bắc chống chế độ nô lệ, Đảng Whig nhanh chóng tan rã sau cuộc bầu cử năm 1852 và không còn tồn tại. Một số cử tri Whig miền Nam sẽ gia nhập Đảng Dân chủ, và nhiều cử tri Whig miền Bắc sẽ giúp thành lập Đảng Cộng hòa mới vào năm 1854.
Một số cử tri Whig ở cả hai miền sẽ ủng hộ cái gọi là đảng "Nhất Vô Sở Tri" trong cuộc bầu cử tổng thống năm 1856. Tương tự như vậy, Đảng Đất Tự do nhanh chóng rơi vào tình trạng mù mờ sau cuộc bầu cử, và các đảng viên còn lại hầu hết đã chọn cùng những cử tri đảng Whig miền Bắc trước đây để thành lập Đảng Cộng hòa.
Đảng Nhân quyền miền Nam đã sụp đổ sau cuộc bầu cử, chỉ giành được 5% phiếu bầu ở Alabama và vài trăm phiếu ở bang Georgia quê hương của ứng cử viên. Sẽ một số đảng viên đảng này được bầy làm dân biểu vào năm 1853, nhưng họ sẽ tái gia nhập Đảng Dân chủ sau khi giành được ghế của họ trong Quốc hội.
Đây là cuộc bầu cử cuối cùng mà Đảng Dân chủ thắng Michigan cho đến năm 1932, là cuộc bầu cử cuối cùng mà Đảng Dân chủ thắng Iowa, Maine, New Hampshire, Ohio  hoặc Rhode Island cho đến năm 1912, cuộc bầu cử cuối cùng mà đảng Dân chủ thắng Wisconsin cho đến năm 1892, thắng Connecticut cho đến năm 1876 và thắng New York cho đến năm 1868. Tuy nhiên, đây là cuộc bầu cử cuối cùng mà đối thủ chính của Đảng Dân chủ thắng Kentucky cho đến năm 1896,   và thực sự là cuộc lần cuối cùng cho đến năm 1928, trong đó đối thủ của Đảng Dân chủ giành được đa số tuyệt đối tại bang bluegrass này.
| Ứng cử viên tổng thống         | Đảng                           | Bang nhà                       | Phiếu Phổ thông                | Phiếu Phổ thông                | Phiếu Đại cử tri | Đồng tranh cử              | Đồng tranh cử | Đồng tranh cử    |
| Ứng cử viên tổng thống         | Đảng                           | Bang nhà                       | Số phiếu                       | %                              | Phiếu Đại cử tri | Ứng cử viên phó tổng thống | Bang nhà      | Phiếu Đại cử tri |
| ------------------------------ | ------------------------------ | ------------------------------ | ------------------------------ | ------------------------------ | ---------------- | -------------------------- | ------------- | ---------------- |
| Franklin Pierce                | Dân chủ                        | New Hampshire                  | 1.607.510                      | 50,84%                         | 254              | William Rufus DeVane King  | Alabama       | 254              |
| Winfield Scott                 | Whig                           | New Jersey                     | 1.386.942                      | 43,87%                         | 42               | William Alexander Graham   | Bắc Carolina  | 42               |
| John Parker Hale               | Đất Tự do                      | New Hampshire                  | 155.210                        | 4,91%                          | 0                | George Washington Julian   | Indiana       | 0                |
| Daniel Webster                 | Liên minh                      | Massachusetts                  | 6.994                          | 0,22%                          | 0                | Charles Jones Jenkins      | Georgia       | 0                |
| Jacob Broom                    | Người Mỹ Bản địa               | Pennsylvania                   | 2,566                          | 0,08%                          | 0                | Reynell Coates             | New Jersey    | 0                |
| George McIntosh Troup          | Nhân quyền miền Nam            | Georgia                        | 2.331                          | 0,07%                          | 0                | John Anthony Quitman       | Mississippi   | 0                |
| Khác                           | Khác                           | Khác                           | 277                            | 0,00%                          | -                | Khác                       | Khác          | -                |
| Tổng cộng                      | Tổng cộng                      | Tổng cộng                      | 3.161.830                      | 100%                           | 296              |                            |               | 296              |
| Cần thiết để giành chiến thắng | Cần thiết để giành chiến thắng | Cần thiết để giành chiến thắng | Cần thiết để giành chiến thắng | Cần thiết để giành chiến thắng | 149              |                            |               | 149              |

- Các ứng cử viên hàng đầu cho vị trí phó tổng thống đều sinh ra ở Bắc Carolina và trên thực tế, cả hai đều theo Đại học Bắc Carolina tại Chapel Hill, mặc dù cách nhau hai thập kỷ. Khi ở đó, họ là thành viên của các cộng đồng tranh luận đối lập: Cộng đồng Biện chứng và Từ thiện. Cả hai cũng phục vụ trong chính trường Bắc Carolina: King là dân biểu từ Bắc Carolina trước khi ông chuyển đến Alabama, và Graham là thống đốc của Bắc Carolina.

| \| Phiếu Phổ thông \| Phiếu Phổ thông \| Phiếu Phổ thông \| Phiếu Phổ thông \| Phiếu Phổ thông \| \| --------------- \| --------------- \| --------------- \| --------------- \| --------------- \| \| \| \| \| \| \| \| Pierce \| Pierce \| \| 50.84% \| 50.84% \| \| Scott \| Scott \| \| 43.87% \| 43.87% \| \| Hale \| Hale \| \| 4.91% \| 4.91% \| \| Khác \| Khác \| \| 0.38% \| 0.38% \| |        |  |        |        |
| Phiếu Phổ thông |        |  |        |        |
| |        |  |        |        |
| Pierce | Pierce |  | 50.84% | 50.84% |
| Scott | Scott  |  | 43.87% | 43.87% |
| Hale | Hale   |  | 4.91%  | 4.91%  |
| Khác | Khác   |  | 0.38%  | 0.38%  |

| \| Phiếu Đại cử tri \| Phiếu Đại cử tri \| Phiếu Đại cử tri \| Phiếu Đại cử tri \| Phiếu Đại cử tri \| \| ---------------- \| ---------------- \| ---------------- \| ---------------- \| ---------------- \| \| \| \| \| \| \| \| Pierce \| Pierce \| \| 85.81% \| 85.81% \| \| Scott \| Scott \| \| 14.19% \| 14.19% \| |        |  |        |        |
| Phiếu Đại cử tri |        |  |        |        |
| |        |  |        |        |
| Pierce | Pierce |  | 85.81% | 85.81% |
| Scott | Scott  |  | 14.19% | 14.19% |

## Thư viện

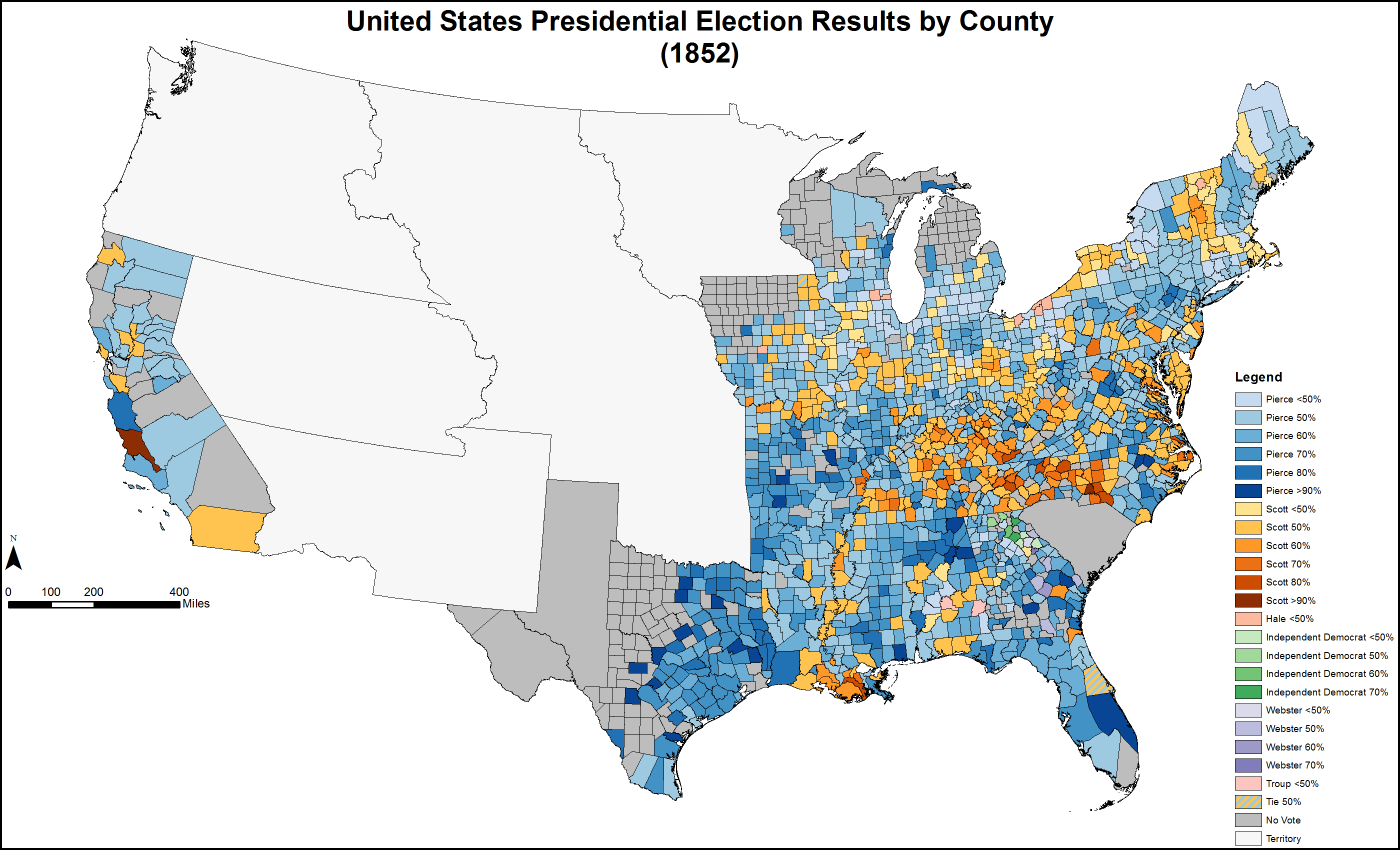
Kết quả theo quận, được tô sắc theo tỷ lệ phiếu bầu của ứng cử viên chiến thắng
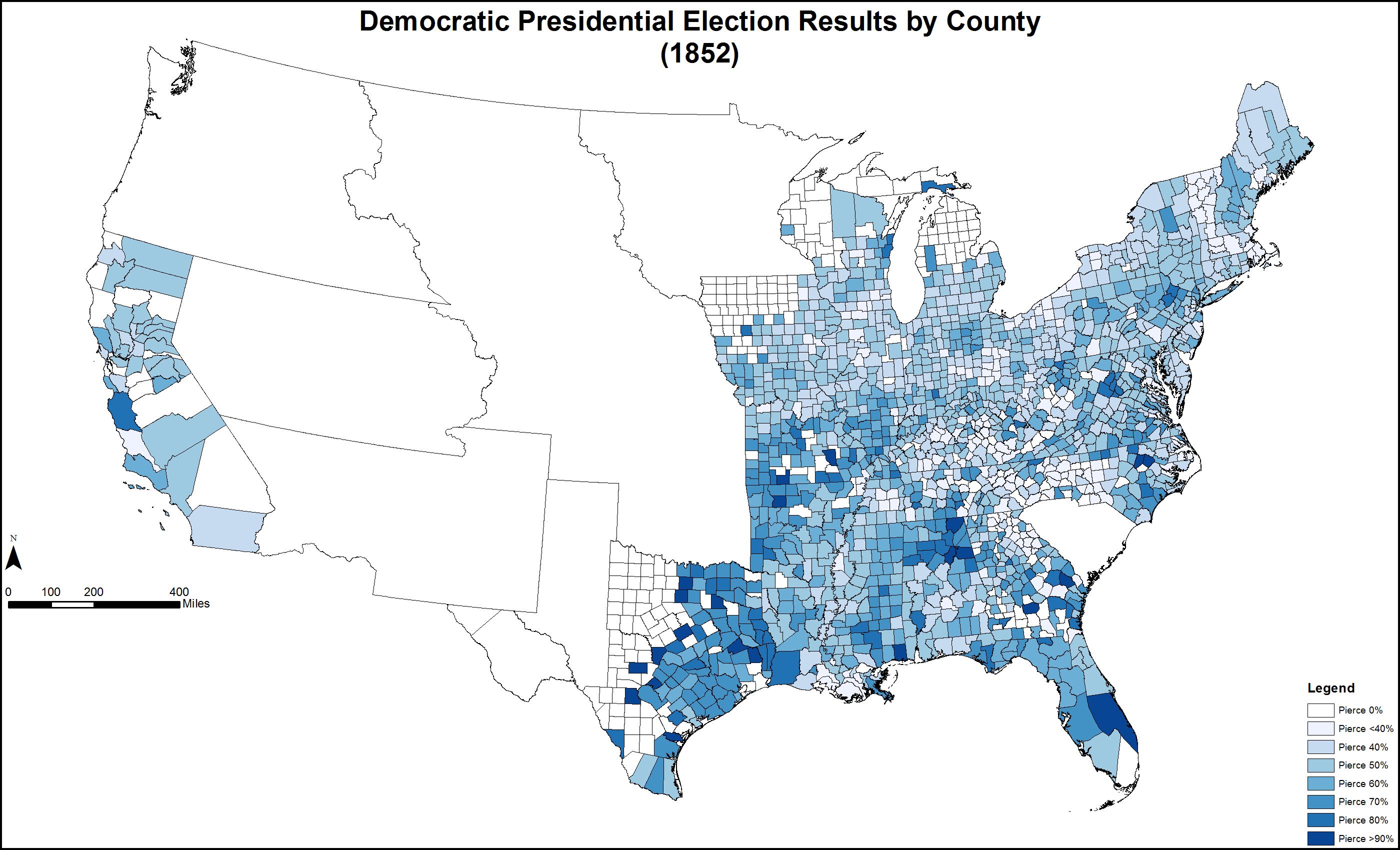
Kết quả theo quận, được tô sắc theo phần trăm phiếu bầu cho Pierce
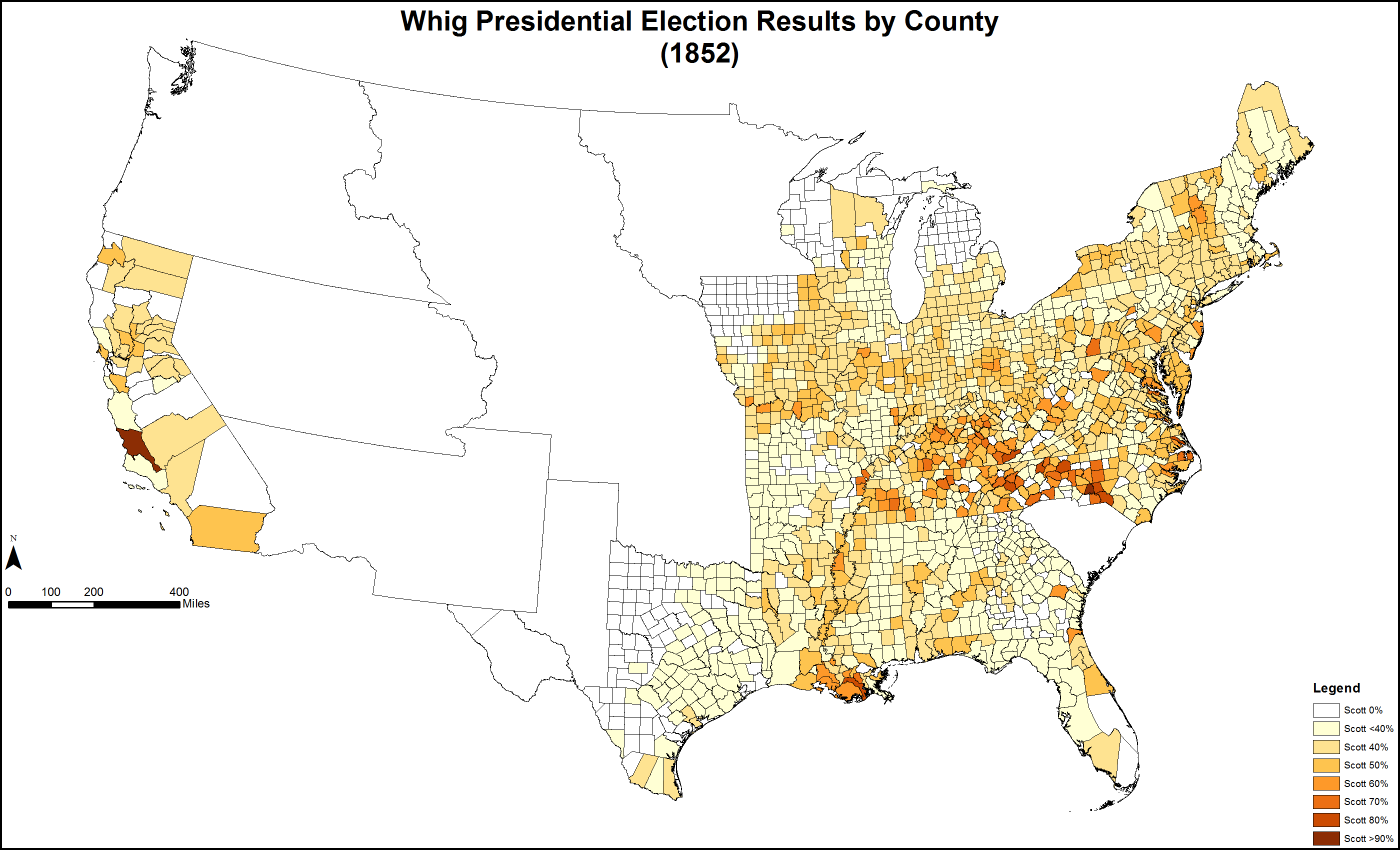
Kết quả theo quận, được tô sắc theo phần trăm phiếu bầu cho Scott
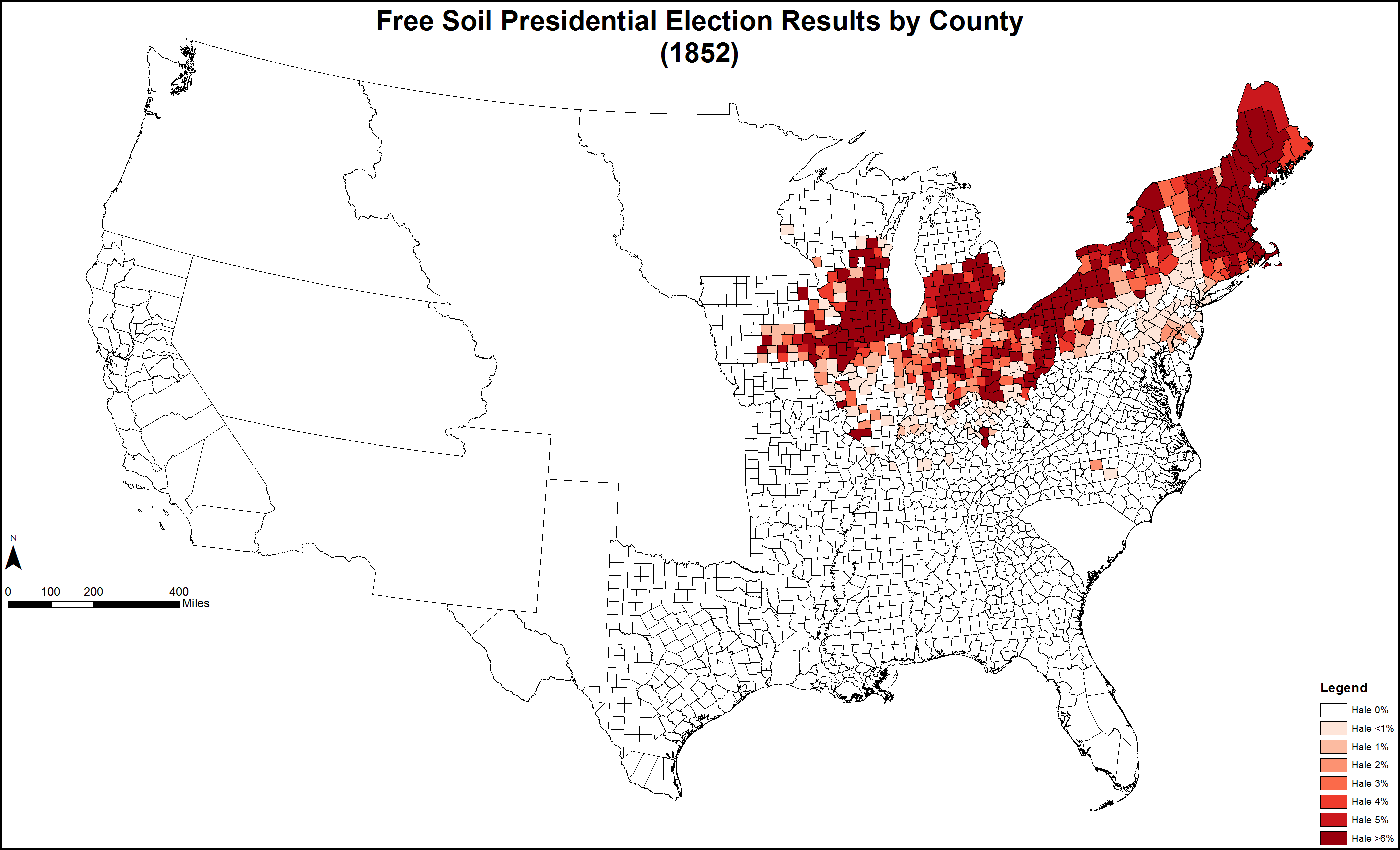
Kết quả theo quận, được tô sắc theo phần trăm phiếu bầu cho Hale
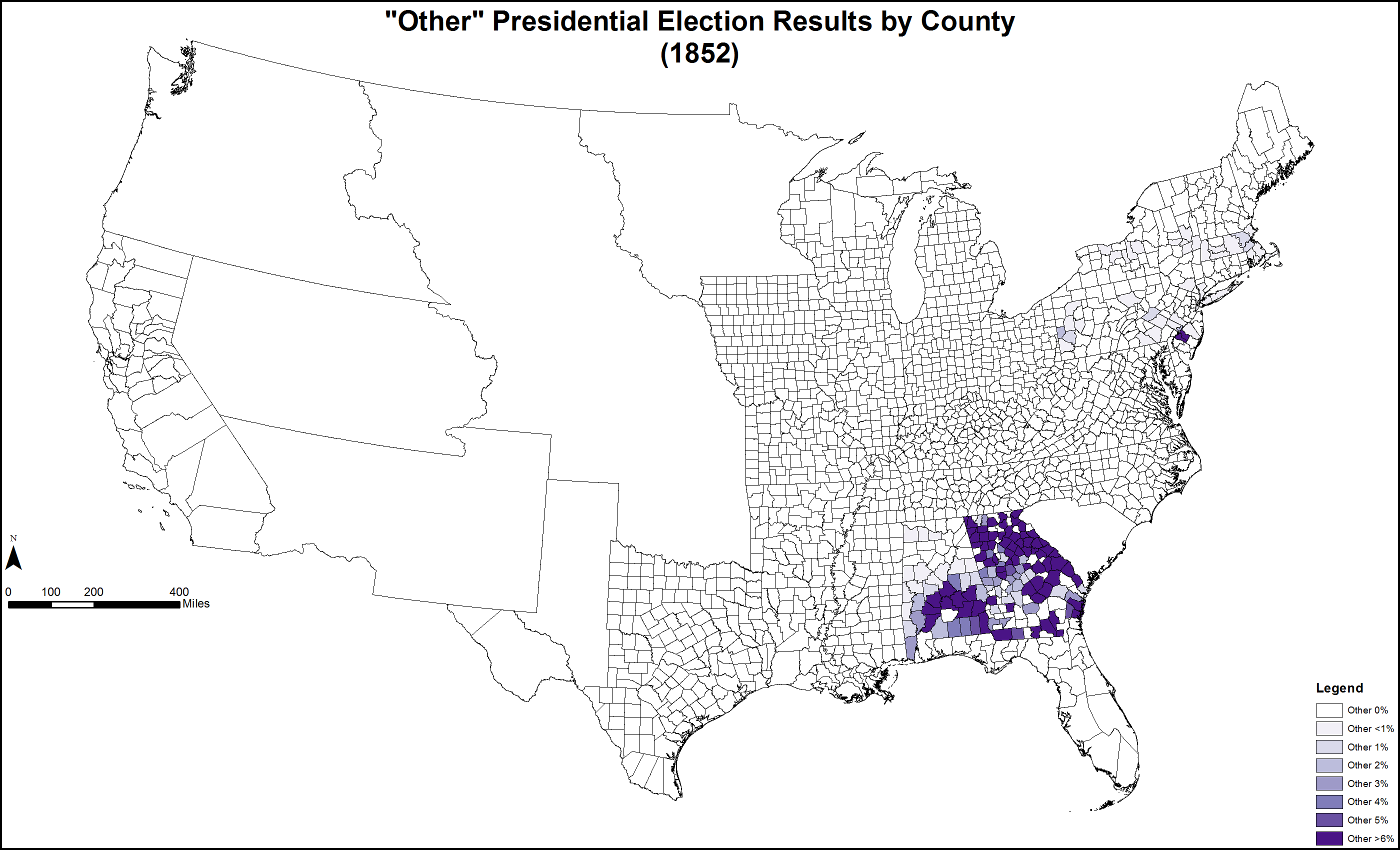
Kết quả theo quận, được tô sắc theo phần trăm phiếu bầu cho các ứng cử viên khác

## Lựa chọn cử tri đoàn
| Phương pháp lựa chọn đại cử tri                       | Bang sử dụng           |
| ----------------------------------------------------- | ---------------------- |
| Mỗi đại cử tri do cơ quan lập pháp tiểu bang bổ nhiệm | Nam Carolina           |
| Mỗi đại cử tri do cử tri trên toàn tiểu bang lựa chọn | (tất cả các Bang khác) |